# Dunalia solanacea
Dunalia solanacea är en potatisväxtart som beskrevs av Carl Sigismund Kunth. Dunalia solanacea ingår i släktet Dunalia och familjen potatisväxter. Inga underarter finns listade i Catalogue of Life.